# Eupithecia fusei
Eupithecia fusei là một loài bướm đêm trong họ Geometridae.